# Château de Boutavant
Pour les articles homonymes, voir Château de Boutavent et Fort de Boutavant.
Le château de Boutavant se trouve sur la commune de Cortambert en Saône-et-Loire. L'édifice est inscrit au titre des monuments historiques depuis 2015.

## Description
L'orthographe la plus conforme concernant ce lieu est Boutavent, c'est ainsi que ce lieu est nommé pour la première fois dans le document le plus ancien le concernant, à savoir l'acte de vente par Jocerand III, sire de Brancion, à l'abbaye de Cluny, en mars 1237. C'est d'ailleurs sous cette orthographe qu'il apparaît dans les cartes de Cassini (géographes sur trois générations à partir de Louis XIV).
Le château est situé sur une butte dominant une vaste étendue. Du quadrilatère cantonné de deux tours rondes, il subsiste un corps de logis de plan rectangulaire flanqué d'une tour ronde à l'angle sud-ouest, d'une tourelle circulaire (façade ouest) et d'un bâtiment (extrémité nord). Le château, propriété privée, ne se visite pas.

## Historique
- XIe siècle : construction du château par les Gros de Brancion pour mieux défendre leurs domaines face à la puissance grandissante de Cluny.
- 1237 : Cluny obtient le château de Jocerand V Gros de Brancion en échange du doyenné de Beaumont-sur-Grosne.
- Fin XIIIe siècle : l'abbé Yves II fait élever de nouveaux bâtiments.
- 1470 : le château est pris par les troupes de Louis XI.
- De 1471 à 1476 : occupation par Claude Du Blé, au nom de Charles le Téméraire.
- Juillet 1789 : le château échappe aux pillages des Brigands.
- 1790 : le château est vendu comme bien national.